# Robert Gidehag
Robert Gidehag, född 1969, är en svensk nationalekonom som sedan 2004 är vd för Skattebetalarnas Förening. Han har tidigare arbetat bland annat som utredare för Skattebetalarnas Förening, departementssekreterare vid finansdepartementet, analytiker vid Sveriges riksbank samt varit chefsekonom för Handelns utredningsinstitut, HUI. 
Gidehag är civilekonom samt har läst delar av forskarutbildningen i nationalekonomi vid Uppsala universitet.